# La Virgen de Coromoto
La Virgen de Coromoto est l'une des cinq divisions territoriales et statistiques dont l'une des quatre paroisses civiles  de la municipalité de Guanare dans l'État de Portuguesa au Venezuela. Sa capitale est Quebrada de la Virgen.
On y trouve une basilique mineure et sanctuaire national de l’Église catholique, dédiée à Notre-Dame de Coromoto et construite au lieu de l’une des apparitions de la Vierge Marie : la basilique Notre-Dame-de-Coromoto.